# Moja Alabama
Moja Alabama – utwór Budki Suflera z albumu Giganci tańczą z 1986 roku. „Moja Alabama” przez dziesięć tygodni utrzymywała się na Liście Przebojów Programu Trzeciego, docierając do dziesiątego miejsca. Utwór ten został wykorzystany w filmie Alabama.

## Wykonawcy
- Krzysztof Cugowski – wokal
- Romuald Lipko – instrumenty klawiszowe
- Krzysztof Mandziara – gitara
- Piotr Płecha – gitara basowa
- Tomasz Zeliszewski – perkusja